# 자연의 아이들
자연의 아이들(Born Natturunnar, Children Of Nature)은 노르웨이에서 제작된 프리드릭 토르 프리드릭슨 감독의 1991년 드라마, 멜로/로맨스 영화이다. 프리드릭 토르 프리드릭슨 등이 제작에 참여하였다.

## 출연

### 조연
- 브루노 강쯔
- 브린디스 페트라 브라가도티어
- 프리드릭 토르 프리드릭슨

## 같이 보기
- 역대 최고의 영화 목록